# Ctónico
Em mitologia, e particularmente na grega, o termo ctónico (português europeu) ou ctônico (português brasileiro) (do grego χθονιος khthonios, "relativo à terra", "terreno") designa ou refere-se aos deuses ou espíritos do mundo subterrâneo, por oposição às divindades olímpicas. Por vezes são também denominados "telúricos" (do latim tellus).
A palavra grega χθών (khthōn) é uma das várias que são usadas para "terra", e refere-se tipicamente ao interior do solo mais do que à superfície da terra (como γαιη gaia ou γῆ gê) ou à terra como território (como χορα khora). Evoca ao mesmo tempo a abundância e a sepultura.

## Deuses Ctónicos e Deuses Olimpianos
Enquanto termos como "divindade da terra" têm implicações mais amplas, os termos khthonie e khthonios têm um significado mais técnico e preciso em grego, referindo-se antes de mais nada à forma como se ofereciam sacrifícios ao deus em questão.
No culto ctónico típico,  animal vítima era massacrado num botro (βοθρος, "poço") ou mégaro (μεγαρον, "câmara afundada"). No culto aos deuses olimpianos, pelo contrário, a vítima era sacrificada sobre um bomos (βομος, "altar") elevado. As divindades ctónicas também tendiam a preferir as vítimas negras sobre as brancas, e as oferendas eram normalmente queimadas inteiras ou enterradas em vez de ser cozinhadas e repartidas entre os devotos.

## Tipo de culto em relação à função
Ainda que os deuses e deusas ctónicos tivessem uma relação genérica com a fertilidade, não tinham um monopólio sobre esta, nem eram os deuses olímpicos totalmente indiferentes à prosperidade da terra. Assim, ainda que tanto Deméter como Perséfone cuidassem de vários aspectos da fertilidade da terra, Deméter tinha um culto tipicamente olímpico enquanto que o de Perséfone era ctónico.
Para tornar tudo ainda mais confuso, Deméter era adorada ao lado de Perséfone com ritos idênticos, e mesmo assim era ocasionalmente classificada como uma olímpica na poesia e nos mitos.

## Entre ambos
As categorias olímpica e ctónica não eram, no entanto, totalmente estritas. Hades, por exemplo, mesmo sendo um Deus do Olimpo, era tido como o principal do panteão Ctónico, já que seus domínios compreendiam as profundezas da terra. Os heróis deificados Herácles e Esculápio podiam ser adorados como deuses ou como heróis ctónicos, dependendo da região.
Além disso, algumas divindades não são facilmente classificáveis sob estes termos. A Hécate, por exemplo, era costume oferecer cachorros nas encruzilhadas, o que seguramente não era um sacrifício olímpico, nem tampouco uma oferenda típica a Perséfone ou aos heróis. Mas, devido às suas funções no mundo subterrâneo, Hécate é geralmente classificada como ctónica.